# Pan de Anón

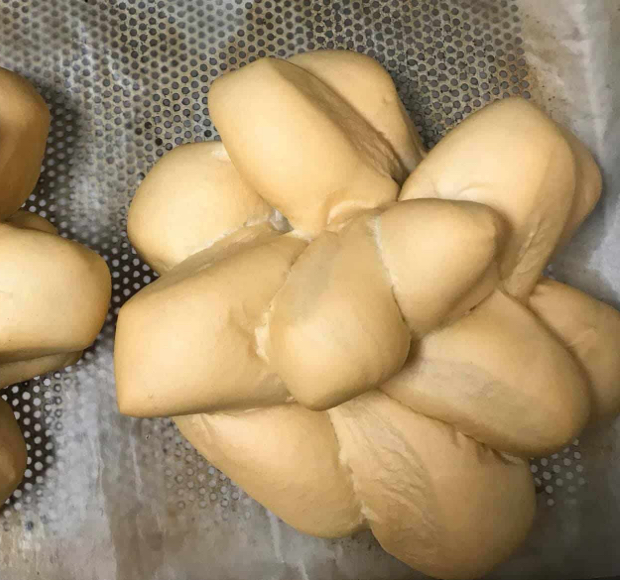
Pan de Anón

El pan de anón, también conocido como pan de tetita, es una variante del pan originada en el Poblado Rosario, en Puerto Rico.
Su nombre viene de su forma parecida al anón, fruto nativo de las zonas tropicales de América. 

## Elaboración
La masa contiene harina, sal, huevo, leche y mantequilla. Cuando la masa está lista, esta debe cortarse en masitas de 10 onzas. La masa se pasa por una longadora para alargarla hasta 14 pulgadas. Se aplana manualmente y se le hacen cortes verticales. La masa alargada se enrolla y se corta en forma de caracol y el extremo opuesto se pasa por debajo del caracol. La masa se coloca en la bandeja de hornear para que se fermente para luego hornearla.

## Historia
A principios del siglo XX, en el Poblado Rosario los niños solían pelear por comer las puntas del pan. Para poner fin a estas disputas, ‘Paco Cuevas’, panadero del poblado, creó un pan con múltiples puntas similar al anón.
Desde abril de 1985, anualmente se celebra el Festival del Pan de Anón con presencia de artesanos, trovadores, agrupaciones musicales, peleas de gallos y entretenimiento.